# Edelény
Edelény là một thành phố thuộc hạt Borsod-Abaúj-Zemplén, Hungary. Thành phố này có diện tích 56,84 km², dân số năm 2010 là 10212 người, mật độ 180 người/km².